# The Niece and the Chorus Lady
The Niece and the Chorus Lady è un cortometraggio muto del 1911. Il nome del regista non viene riportato. Marie Tener, la protagonista del film, girò nella sua carriera undici film. Questo è il suo esordio sullo schermo.

## Produzione
Il film fu prodotto dalla Edison Company.

## Distribuzione
Distribuito dalla General Film Company, il film - un cortometraggio in una bobina - uscì nelle sale cinematografiche statunitensi il 30 maggio 1911.